# (2362) Mark Twain

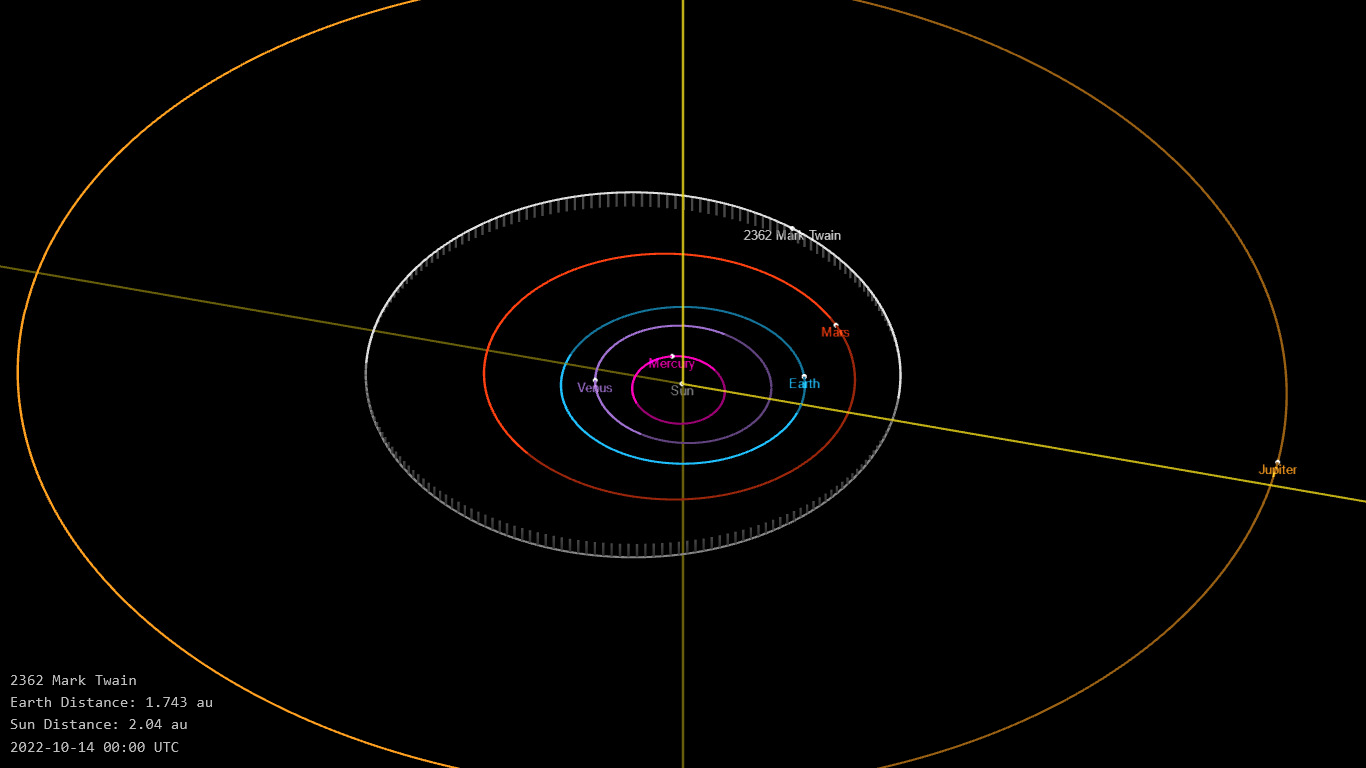
Orbita (2365) Mark Twain

(2362) Mark Twain (1976 SH2) – planetoida z pasa głównego asteroid okrążająca Słońce w ciągu 3,26 lat w średniej odległości 2,2 au. Odkryta 24 września 1976 roku.